# Apophylia sosia
Apophylia sosia es un insecto coleóptero de la familia Chrysomelidae.
Fue descrita científicamente por primera vez en 1940 por Laboissiere.